# Dietrich Loher
Dietrich Loher (ou Dierick Loer; en latin : Theodoricus Loher a Stratis), né vers 1495 à Stratum (aujourd'hui quartier d'Eindhoven) dans la province du Brabant-Septentrional et mort le 26 août 1554 à Wurtzbourg, est un moine chartreux théologien et éditeur d'écrits spirituels.

## Biographie

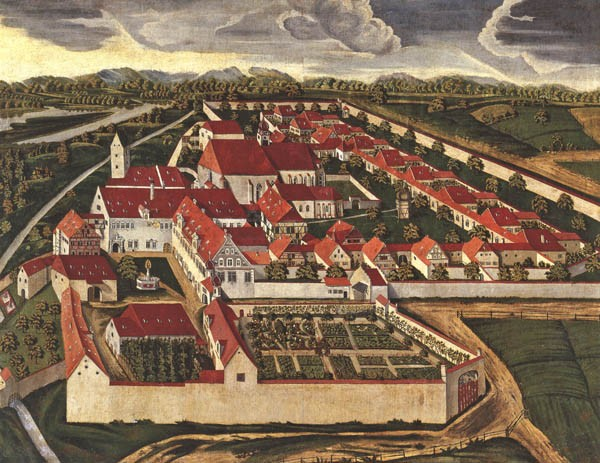
La chartreuse de Buxheim vers 1690.

Dietrich Loher entre en 1520 à la chartreuse de Cologne (ainsi que ses deux frères Bruno et Hugo) qui est à l'époque un foyer spirituel et intellectuel de première importance en Rhénanie. il est nommé en 1525 sacristain et en 1530 vicaire de son monastère. C'est alors qu'il commence une carrière littéraire féconde pendant  que la Réforme protestante gronde. En 1538, il imprime les écrits de son maître, le prieur Pierre Blomevenna (1466-1536), et édite les travaux spirituels de Denys le Chartreux (1402-1471).
Les travaux de Dietrich Loher ne se limitaient pas à l'édition et à la recherche savante. En 1539, il est élu prieur de la chartreuse de Hildesheim. Après la conquête de l'hôtel de ville de Hildesheim par les protestants, et des saccages répétés de la chartreuse en 1542 et 1543, il est obligé de s'enfuir avec ses confrères à la chartreuse de Cologne.
Quelque temps plus tard en 1543, il est nommé prieur de la chartreuse de Buxheim en Haute-Souabe, près de Memmingen. Il assume aussi la charge de provincial de toute la province de Basse-Souabe de l'ordre des Chartreux. Mais en 1546, les protestants s'emparent du conseil de la ville de Memmingen et en conséquence suppriment la chartreuse de Buxheim. Dietrich Loher demande en 1547 à la diète d'Augsbourg d'intervenir pour obtenir le retour de la chartreuse de Buxheim aux moines. Il obtient des Habsbourgs et du Saint-Empire romain germanique en 1548 la protection impériale et dès lors la chartreuse est considérée comme une chartreuse directement protégée par le « droit impérial ».
Le chapitre général de 1548 donne la charge à Dietrich Loher de mener les négociations en vue de récupérer les monastères confisqués par les protestants. Il réussit ainsi à récupérer la chartreuse d'Erfurt et ensuite - mais juste de façon formelle - celle de Hildesheim. Cette dernière avait été transformée pour servir de défense fortifiée et il faut attendre 1613 pour que les moines y retournent.
En 1554, Dietrich Loher est nommé visiteur des chartreuses de Haute-Allemagne, de Basse-Allemagne et de Saxe, ainsi que plénipotentiaire pour la province rhénane des Chartreux. il meurt alors qu'il effectuait une visite à la chartreuse de Wurtzbourg.

## Quelques écrits
- (la) D. Dionysii a Rickel Carthusiani, insigne commentariorvm opvs, in psalmos omnes Dauidicos … , Cologne, 1531
- (la + de) Der Psalter latein und teutsch, Cologne, 1535
- (la) Vitae sanctorum patrum veteris catholicae atque apostolicae ecclesiae, Cologne, 1548

## Source de la traduction
- (de) Cet article est partiellement ou en totalité issu de l’article de Wikipédia en allemand intitulé « Dietrich Loher » (voir la liste des auteurs).